# Niphona celebensis
Niphona celebensis là một loài bọ cánh cứng trong họ Cerambycidae.